# Melanie Leishman
Melanie Leishman (nacida el 20 de febrero de 1989) es una actriz canadiense más conocida por interpretar a Hannah B. Williams, uno de los personajes principales de la serie de televisión de terror/comedia de culto Todd and the Book of Pure Evil. Antes de eso, tuvo un papel recurrente en El mundo salvaje de Darcy como Kathi Giraldi y la estridente serie de comedia House Party (2008) como la desesperada por ser popular Mandy. Otros créditos televisivos incluyen Being Erica, Republic of Doyle y Murdoch Mysteries. También ha expresado varios papeles animados en series como Detentionaire y Grojband. Sus papeles cinematográficos incluyen el musical/slasher Stage Fright (2014) como Liz Silver, la comedia dramática El estudiante de intercambio (2021) como Diane y la comedia romántica navideña Single All the Way (2021) como Ashleigh.

## Primeros años
Melanie Leishman comenzó a actuar, cantar y bailar a la edad de ocho años. Leishman estaba en su primera obra mientras asistía a The North York Montessori, en tercer grado, interpretando a Annie en la obra Annie. Asistió a la Escuela Secundaria Earl Haig en el Programa de Artes Claude Watson como estudiante de teatro, involucrada en programas de teatro y danza allí.

## Carrera

### Películas
Su primera película estrenada en cines fue un papel secundario en Victoria Day (2009).
En el cortometraje de 2010 The Long Autumn, sobre un niño (Devon Bostick) que crece solo en una isla extraña y finalmente se encuentra con otros humanos pero necesita ganar un par de botas antes de ser aceptado, ella era la sirvienta dulcemente ingenua Ladeeda.
El peculiar drama romántico Old Stock (2012) la vio interpretar el interés amoroso de Patti, una pirómana que presta servicios comunitarios y enseña clases de baile en un hogar de ancianos.
El musical/slasher Stage Fright (2014) la vio en un papel un tanto contrario, ya que en su mayoría es elegida como "mejor amiga del protagonista" o personajes generalmente tímidos, en esta película ella es la "chica mala" como Liz Silver que actúa como rival del protagonista central de la película.
En el 2016, apareció en la película Below Her Mouth como Claire.
Repitió su papel de Hannah junto con el resto del elenco original en Todd and the Book of Pure Evil: The End of the End, un largometraje animado que concluyó la serie de televisión de culto, que se estrenó en 2017.
El cortometraje de comedia dramática de 2018 Softcore vio a Melanie Leishman coprotagonizar con Alyssa Owsiany como un par de damas de honor que se unen para intercambiar las extrañas historias de sus despertares sexuales.
Más recientemente, apareció en el set de la comedia dramática de los años 80 The Exchange (2021) como Diane, la asistente del maestro y la sufrida novia del antagonelta principal, el maestro de gimnasia ary Rothbauer (Justin Hartley), además de la comedia romántica navideña Single All. the Way (2021) como Ashleigh, joven madre de dos niños pequeños y hermana solidaria del protagonista Peter (Michael Urie).

### Televisión
Su primer papel en televisión fue en la serie infantil/familiar Darcy's Wild Life (2004-06) como Kathi Giraldi.
2008 vio el lanzamiento de dos películas para televisión con ella. Como Angie Bremlock en Never Cry Werewolf, donde un hombre lobo se muda para aterrorizar a un vecindario, y True Confessions of a Hollywood Starlet, donde ella interpreta a  Emily, una chica que sin darse cuenta se hace amiga de la celebridad adolescente Morgan Carter (Joanna "JoJo" Levesque). True Confessions of a Hollywood Starlet también presentó a su futuro protagonista de Todd and the Book of Pure Evil, Bill Turnbull, en un pequeño papel.
El mismo año formó parte del elenco principal de personajes en House Party (2008), la desesperada por complacer a Mandy. Cada episodio se enfoca en un personaje en particular, revelando los diversos desarrollos de la trama a la audiencia a medida que los encuentra el personaje central del episodio. El programa fue relanzado en 2021 por la productora Farpoint Distribution en su canal de YouTube.
En 2009 tuvo un papel en Being Erica, Temporada 2, Episodio 19 " Shhh... Don't Tell interpretando a Fiona Watt, una estudiante que está siendo intimidada y humillada sin piedad por otros compañeros de clase.
En 2010, coprotagonizó la serie de comedia y terror de la televisión canadiense Todd and the Book of Pure Evil como la friki de la ciencia Hannah B. Williams, que forma parte del equipo de Crowley High School que "lucha contra el mal con resultados mixtos". El programa se renovó para una segunda temporada, que se emitió en 2011, donde repitió su papel de Hannah. Leishman compartió un premio Gemini a la "Mejor interpretación de un reparto en un programa o serie de comedia" con sus compañeros de reparto por su trabajo en el programa.
En 2011, prestó su voz a la popular chica mandona Brandy Silver en la serie animada de misterio escolar Detentionaire y también prestó su voz a Chipper en Grojband.
Ha aparecido dos veces en la serie de detectives Murdoch Mysteries, como dos personajes diferentes. Primero como Nancy Booth, una sirvienta aprovechada, en "Downstairs, Upstairs" y luego como Sarah Harrison, quien se ve involucrada en el espionaje entre Estados Unidos y Canadá tras el asesinato del presidente estadounidense William McKinley, en "The Spy Who Came Up to the Cold".
En 2018 interpretó a dos hermanas gemelas muy diferentes y los personajes principales Kristal y Kyle Hasting en la serie web Kristal Clear, por la que ganó el premio a la "Mejor actriz principal en una comedia" en el Holly Web Fest. En 2019, el Fondo de Producción Independiente (IPF) aprobó la financiación de la temporada 2 de Kristal Clear.
En 2022 Leishman interpretó a Remi Belcourt en el episodio "Between" del drama médico Transplant, una paciente ingresada en el departamento de emergencias con quemaduras cuyo accidente termina revelando algunas verdades incómodas sobre su novio. En el episodio "One Wild Night" del drama procesal policial Hudson & Rex, Leishman interpreta a la dama de honor Quincy Thomas cuya franqueza sobre una víctima de asesinato después de una despedida de soltera la convierte en sospechosa. Interpreta a Christina, asistente y confidente de la proveedora de catering Molly Frost (Merritt Patterson) en la película romántica para televisión Catering Christmas de Great American Family.

## Filmografía

### Películas
| Año  | Título                                             | Papel                 | Notas            |
| ---- | -------------------------------------------------- | --------------------- | ---------------- |
| 2007 | Debut                                              | Perky PA              | Cortometraje     |
| 2009 | Victoria Day                                       | Melanie               |                  |
| 2010 | The Long Autumn                                    | Ladeeda               | Cortometraje     |
| 2012 | Old Stock                                          | Patti                 |                  |
| 2012 | Roomies                                            | Jenny Rhodes          | Cortometraje     |
| 2014 | Stage Fright                                       | Liz Silver            |                  |
| 2014 | The Cliff and the Road                             | Novia de Ben (voz)    | Cortometraje     |
| 2016 | Below Her Mouth                                    | Claire                |                  |
| 2017 | Todd and the Book of Pure Evil: The End of the End | Hannah Williams (voz) | Película animada |
| 2018 | Softcore                                           | Lila                  | Cortometraje     |
| 2020 | The Broken Hearts Gallery                          | Dueña de la librería  |                  |
| 2021 | El estudiante de intercambio                       | Diane                 |                  |
| 2021 | Single All the Way                                 | Ashleigh              |                  |

### Televisión
| Año     | Título                                  | Papel                          | Notas                                       |
| ------- | --------------------------------------- | ------------------------------ | ------------------------------------------- |
| 2004-06 | El mundo salvaje de Darcy               | Kathi Giraldi                  | Recurrente                                  |
| 2008    | Never Cry Werewolf                      | Angie Bremlock                 | Película de televisión                      |
| 2008    | True Confessions of a Hollywood Starlet | Emily                          | Película de televisión                      |
| 2008    | House Party                             | Mandy                          | Protagonista                                |
| 2009    | Pure Evil                               | Samantha                       | Piloto                                      |
| 2009    | Being Erica                             | Fiona Watt                     | Episodio: "Shhh... Don't Tell"              |
| 2010    | Republic of Doyle                       | Wiggs Dinner                   | Episodio: "He Sleeps with the Chips"        |
| 2010-12 | Todd and the Book of Pure Evil          | Hannah B. Williams             | Protagonista                                |
| 2011    | Murdoch Mysteries                       | Nancy Booth                    | Episodio: "Downstairs, Upstairs"            |
| 2011-12 | Detentionaire                           | Brandy Silver (voz)            | Protagonista                                |
| 2013    | Middle Age Rage                         | Cass Bobeck                    | Piloto                                      |
| 2013    | Grojband                                | Chipper (voz)                  | Recurrente                                  |
| 2014    | Murdoch Mysteries                       | Sarah Harrison                 | Episodio: "The Spy Who Came Up to the Cold" |
| 2018    | Kristal Clear                           | Kristal Hasting / Kyle Hasting | Serie web                                   |
| 2019    | PAW Patrol: Ready Race Rescue           | Riff Rockenbock (voz)          | Película de televisión animada              |
| 2020    | Mrs. America                            | Susan                          | Episodio: "Phyllis & Fred & Brenda & Marc"  |
| 2022    | Transplant                              | Remi Belcourt                  | Episodio: "Between"                         |
| 2022    | Catering Christmas                      | Christina                      | Película de televisión                      |
| 2022    | Hudson & Rex                            | Quincy Thomas                  | Episodio: "One Wild Night"                  |
| 2023    | Isla del Drama                          | Emma (voz)                     | 11 episodios                                |